# Kattön
Kattön är en ö i Finland. Den ligger i Finska viken och i kommunen Lovisa i den ekonomiska regionen  Lovisa i landskapet Nyland, i den södra delen av landet. Ön ligger omkring 73 kilometer öster om Helsingfors.
Öns area är 34,5 hektar och dess största längd är 1 kilometer i nord-sydlig riktning. Ön höjer sig omkring 30 meter över havsytan.